# Жерар Ленорман
Жерар Ленорман (фр. Gérard Lenorman, 9 лютого 1945, Бенувіль, Нормандія, Франція) — французький співак, популярний у 70-х та 80-х роках 20 століття.

## Біографія
Народився 9 лютого 1945 року в Бенувілі, маленькому сільському населеному пункті в Нормандії в родині Мадлен Ленорман та німецького солдата на ім'я Еріх, скрипаля і диригента, який входив до окупаційних військ. Дитинство провів у містечку Овернь.
З дитинства володів красивим голосом і часто співав у церкві і для рідних. У 12 років написав перші вірші до пісень, в тому числі свій майбутній хіт «Vagabond». Також тоді він навчився грати на гітарі. Вже в 14 років виступав з місцевими оркестрами як співак.
У 1963 році потрапив в серйозну автомобільну аварію і цілий рік був прикутий до ліжка/стільця. Він з користю провів час, повернувшись до написання пісень. До того, як самому вийти на естраду, кілька років писав пісні для інших артистів..
Вперше про нього заговорили у Франції в кінці 1960-х років, коли він написав для Бріджит Бардо пісню «Straw Girl», яку в 1968 році та випустила на сорокоп'ятці (сингл). У тому ж 1968 році Ленорман вирішив записати свою першу пісню як співак. Цією піснею стала та сама «Vagabond», написана ним ще в 12 років.
У 1969 році, вже випустивши кілька пісень як співак, вирушив у концертний тур з Сільві Вартан.
В 1970 році запропонував себе в статусі заміни Жульєну Клерку у головній ролі в мюзиклі «Волосся», який з великим успіхом йшов на сцені Театру-де-ла-Порт-Сен-Мартен. Ця роль принесла йому справжню славу. У тому ж 1970 році вперше дав концерт в паризькій «Олімпії».

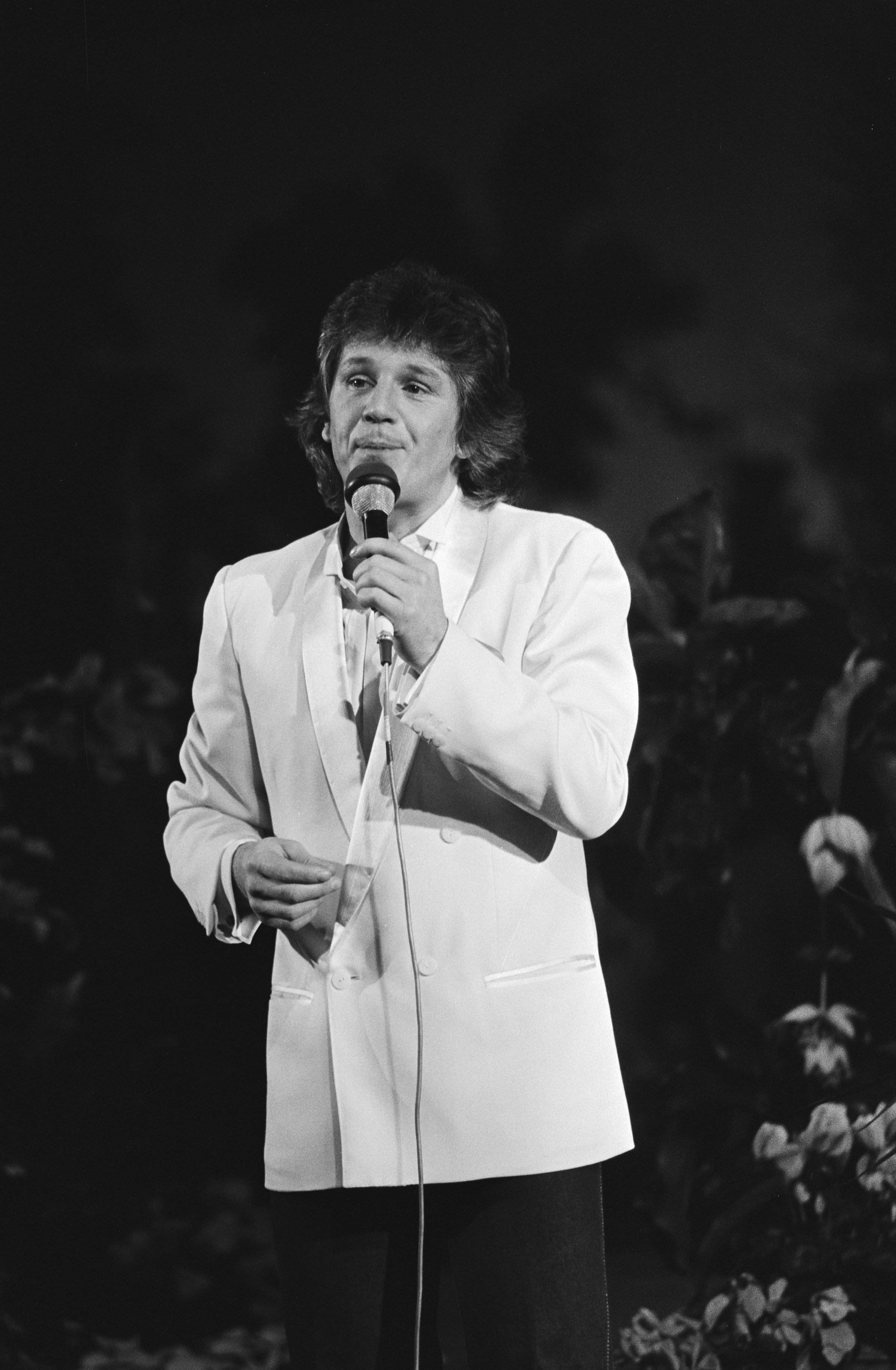
Жерар Ленорман у 1982 році.

У 1971 році на лейблі CBS у нього вийшов перший альбом, який відразу, в основному завдяки пісні «Il» з нього, став дуже популярним.
Між 1971 і 1974 він майже постійно в поїздках, і його пісні займають найвищі місця хіт-парадів того часу з такими хітами як «Les matins d'hiver», «Le petit prince», «La fête des fleurs» в 1972, «Si tu ne me laisses pas tomber» в 1973, «Quelque chose et moi» в 1974. Але головний приз він здобуває в 1975 році з «La ballade des gens heureux». Ця пісня, текст якої написаний П'єром Деланое, стає тріумфом як у публіки, так і з комерційної точки зору. Вона стає однією з найбільш знаменитих пісень 70-х років.
У 1975 року Ленорман знову піднімається на сцену «Олімпії». Але його успіх переходить межі Франції. Співак виступає в Японії, в Латинській Америці і в Канаді. Кінець 70-х років підтверджує його успіх з іншими піснями, такими, як «Michèle», «Voici les clefs» та «Gentil dauphin triste» в 1976 році.
У 1980 році вийшов альбом «La clairière de l'enfance», пісня з якого «Si j'étais président» отримала «Оскар» за французьку пісню, присуджений SACEM (Товариство авторів, композиторів і видавців музики). Текст знову був написаний Деланое. Наступного року виходить «D'amour». Ленорман продовжує виступати по всьому світу, але вже злегка зменшивши ентузіазм.
У січні 1983 року співак тріумфально виступає на сцені Палацу Конгресів. Наступного року він знову на чолі афіші цього великого паризького залу, але цей виступ не приховав зменшення успіху. Проблеми сімейні та професійні змушують його перерватися на деякий час.
Він і далі дає концерти, але вже не так інтенсивно, як раніше. У 80-ті роки Жерар Ленорман, поза всяким сумнівом, відчуває спад. Довелося чекати 1988 року, щоб вийшов новий альбом, однак він пройшов відносно непоміченим («Heureux qui communique»). Нарешті цього ж року Ленорман взяв участь у конкурсі Євробачення 1988 року, що пройшов в місті Дублін, Ірландія, призначеному загалом для невідомих артистів і дебютантів. З піснею Chanteur de charme на конкурсі він зайняв 10 місце з 21.
Початок років 90-х відзначено деяким поверненням до активної діяльності, але без будь-якого зв'язку з минулим. У листопаді 1990 році виходить платівка «Montfort L'Amaury», яка завоювала деякий успіх. Мода того моменту — повернення великих шлягерів 60-х і 70-х років. У лютому 1992 році на цій хвилі з'являється збірник 27 його найвідоміших шлягерів. Цей випуск передує новому альбому, першого за останні п'ять років, «Il y a», в 1993 році.
Його репертуар стає менш наївним, ніж в минулому, і більш прив'язаним до особистого життя. Починаючи з 20 вересня 1994 року він повертається на велику паризьку сцену, давши серію концертів в Казино Парижа. Потім, в 1995 році, він перезаписує деякі зі своїх минулих успіхів для нового збірника, «Vos plus belles chansons». Альбом стає золотим і дає привід для ностальгічного турне.
    Цей успіх дає привід для ще одного збірника в 1998 року, третього за шість років. Під назвою «Le monde de Gérard Lenorman» об'єдналася 51 пісня, серед яких кілька рідкісних закордонних версій. Нове турне, що включає три виступи в «Олімпії», відбулось з 16 по 18 листопада 1998 року. Двома роками пізніше, восени 2000 року, виходить «La raison de l'autre», перший альбом після семирічної перерви, на якому з'являються Клод Лемель і Ніколя Пейрак.
Після цього він продовжував регулярно виступати на сцені, останній тур відбувся у 2010 році. У жовтні 2011 року він випустив альбом Duo de mes chansons, де співав свої пісні зі співаками нового покоління французького естради. Альбом отримав статус платинового (продано понад 300 000 альбомів) у січні 2012 року.

## Дискографія

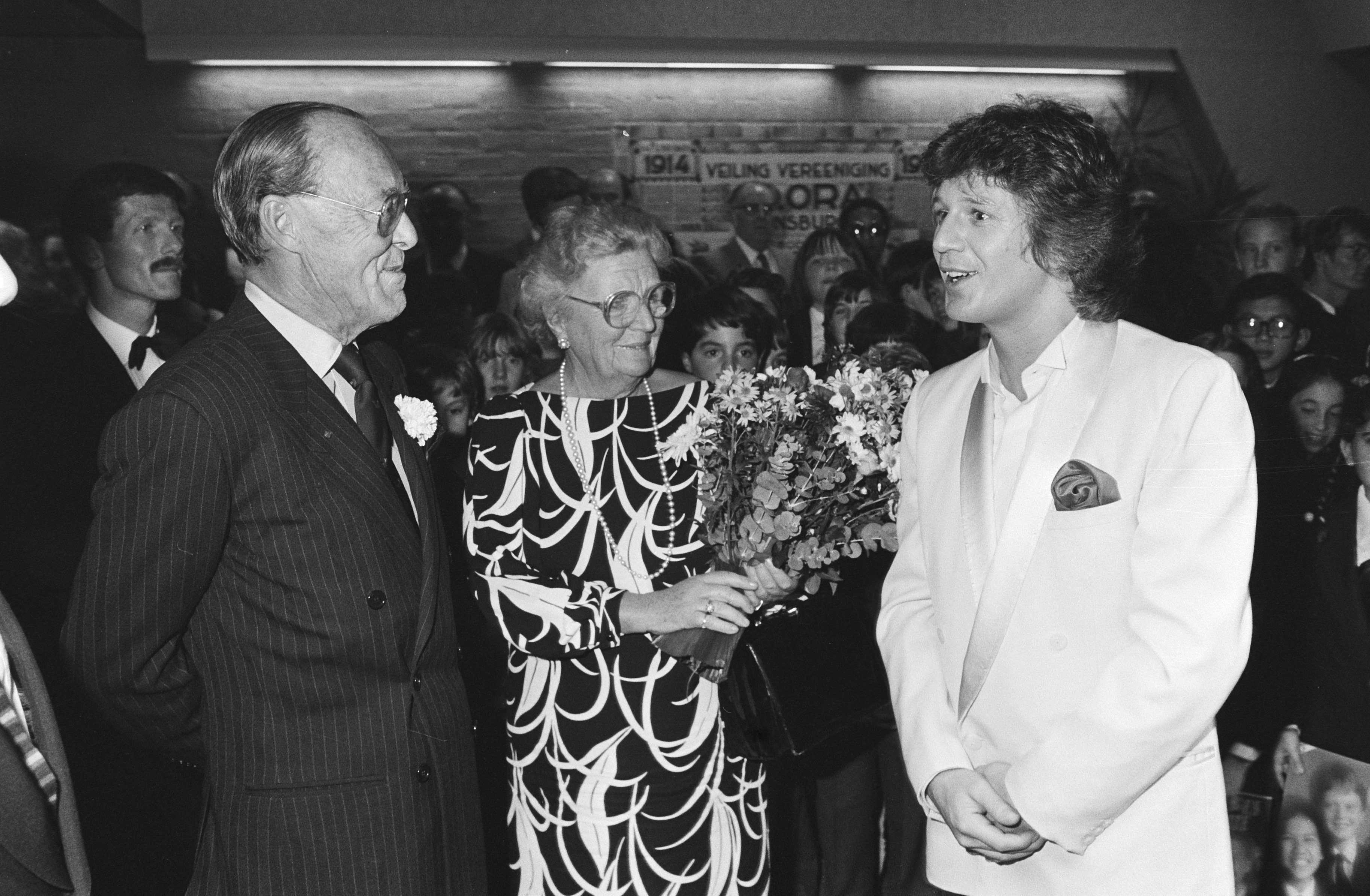
Жерар Ленорман (праворуч) разом із принцесою Нідерландів Юліаною та її чоловіком принцом Бернардом. 1982 рік.

### Студійні альбоми
- Gérard Lenorman (1969)[12]
- Les matins d'hiver (1972)
- Quelque chose et moi (1974)
- Caroline (1975)
- Olympia 75 (1975)
- Drôles de chansons (1976)
- Noëls du monde (1976)
- Au-delà des rêves (1977)
- Nostalgies (1978)
- Boulevard de l'océan (1979)
- Olympia 79 (1979)
- La clairière de l'enfance (1980)
- …D'amour (1981)
- Paris sur Scène — Palais des congrès (1982)
- Le soleil des tropiques (1983)
- Fière et nippone (1985)
- Heureux qui communique (1988)
- Bravo à Gérard Lenorman (1989)
- Il y a… (1993)
- Vos plus belles chansons (1994)
- Les plus belles chansons françaises (1996)
- Le monde de Gérard Lenorman (Triple compilation) 1998)
- La raison de l'autre (2000)
- Gérard Lenorman en concert (2003)
- Le Best Of (2007)
- Duos de mes chansons (2011)

### Відомі сингли
- «Si j'étais président»
- «Gentil dauphin»
- «Michèle»
- «Si tu ne me laisses pas tomber»
- «Soldats, ne tirez pas»
- «L'enfant des cathédrales»
- «Je vous écris»
- «Le Petit Prince»
- «Nicolas»
- «Voici les clés» (with Tina Arena)
- «La ballade des gens heureux»
- «Montfort-L'Amaury»

## Особисте життя
Одружився з Кароліною, з якою мав сина Матьє в 1974 році. В 1977 році народилась донька Жюстіна. На початку 80-х років народжується друга дочка Клеманс, а у 1985 році народжується син Віктор.
У кінці 1980-х років Жерар розлучається з Кароліною і починає жити з Марією.